# Amos Pieper
Pour les articles homonymes, voir Pieper.
Amos Pieper, né le 17 janvier 1998 à Lüdinghausen en Allemagne, est un footballeur allemand qui joue au poste de défenseur central au Werder Brême.

## Biographie

### Arminia Bielefeld
Formé au Borussia Dortmund, il est un élément important dans les équipes de jeunes. Il est notamment champion à deux reprises avec les U19. Amos Pieper n'a finalement jamais sa chance avec l'équipe première et rejoint l'Arminia Bielefeld en janvier 2019. C'est avec ce club qu'il fait ses débuts en professionnels, le 8 février 2019, lors d'une rencontre de deuxième division allemande face au SSV Jahn Ratisbonne. Il entre en cours de jeu lors de cette partie, qui se solde par la victoire des siens (0-3). Il connaît sa première titularisation le 31 mars de la même année, contre Greuther Fürth en championnat (2-2).
Pieper s'impose comme un titulaire lors de la saison 2019-2020 et participe à la victoire de l'Arminia Bielfeld dans la compétition, le club est sacré champion et accède donc à l'élite du football allemand.
C'est donc lors de la saison 2020-2021 que Amos Pieper découvre la Bundesliga, faisant sa première apparition lors de la première journée, en étant titularisé le 19 septembre 2020 contre l'Eintracht Francfort (1-1).

### Werder Brême
Lors de l'été 2022, Amos Pieper s'engage en faveur du Werder Brême, tout juste promue en Bundesliga. Il rejoint le club librement, étant en fin de contrat à l'Arminia Bielefeld, le transfert est annoncé dès le 18 mai 2022.
Pieper inscrit son premier but pour le Werder le 25 janvier 2023, lors d'une rencontre de championnat face au 1. FC Union Berlin. Titulaire, il ouvre le score de la tête mais ne peut empêcher la défaite de son équipe par deux buts à un.

### En équipe nationale
Amos Pieper compte trois sélections avec l'équipe d'Allemagne des moins de 18 ans, toutes obtenues en 2015. 
En novembre 2019 Amos Pieper est pour la première fois retenu par Stefan Kuntz, le sélectionneur de l'Allemagne espoirs. Mais c'est un an plus tard, le 3 septembre 2020, qu'il joue son premier match avec cette sélection, face à la Moldavie. Il est titularisé lors de ce match qui se solde par la victoire de son équipe (4-1).
Avec les espoirs il est retenu pour participer au championnat d'Europe espoirs en 2021. Il est titulaire indiscutable en défense centrale, jouant l'intégralité des matchs de son équipe lors de ce tournoi. L'Allemagne s'impose par un but à zéro en finale face au Portugal.

## Statistiques
| Saison                | Club                  | Championnat           | Championnat | Championnat | Coupe(s) nationale(s) | Coupe(s) nationale(s) | Compétition(s) continentale(s) | Compétition(s) continentale(s) | Compétition(s) continentale(s) | Total | Total |
| Saison                | Club                  | Division              | M.          | B.          | M.                    | B.                    | Comp.                          | M.                             | B.                             | M.    | B.    |
| 2018-2019             | Arminia Bielefeld     | 2.Bundesliga          | 8           | 0           | -                     | -                     | -                              | -                              | -                              | 8     | 0     |
| 2019-2020             | Arminia Bielefeld     | 2.Bundesliga          | 31          | 0           | 2                     | 0                     | -                              | -                              | -                              | 33    | 0     |
| 2020-2021             | Arminia Bielefeld     | Bundesliga            | 30          | 1           | 1                     | 0                     | -                              | -                              | -                              | 31    | 1     |
| 2021-2022             | Arminia Bielefeld     | Bundesliga            | 27          | 0           | 2                     | 0                     | -                              | -                              | -                              | 29    | 0     |
| Sous-total            | Sous-total            | Sous-total            | 96          | 1           | 5                     | 0                     | -                              | 0                              | 0                              | 101   | 1     |
| 2022-2023             | Werder Brême          | Bundesliga            | 29          | 2           | 2                     | 0                     | -                              | -                              | -                              | 31    | 2     |
| 2023-2024             | Werder Brême          | Bundesliga            | 6           | 0           | 1                     | 0                     | -                              | -                              | -                              | 7     | 0     |
| Sous-total            | Sous-total            | Sous-total            | 35          | 2           | 3                     | 0                     | -                              | 0                              | 0                              | 38    | 2     |
| Total sur la carrière | Total sur la carrière | Total sur la carrière | 133         | 3           | 8                     | 0                     | -                              | 0                              | 0                              | 141   | 3     |

## Palmarès
Arminia Bielefeld
- 2. Bundesliga
  - Champion en 2019-2020

### En équipe nationale
Allemagne espoirs
- Vainqueur du championnat d'Europe espoirs en 2021